# Masakra na ulicy Olesińskiej w Warszawie
Masakra na ulicy Olesińskiej – jedna z największych i najgłośniejszych zbrodni popełnionych przez Niemców na Mokotowie w czasie powstania warszawskiego. Ofiarą masakry padło od 100 do 200 cywilów – mężczyzn, kobiet i dzieci – których w dniu 4 sierpnia 1944 niemieccy żandarmi stłoczyli w piwnicach domów przy ulicy Olesińskiej 5 i 7, po czym wymordowali za pomocą granatów.

## Preludium
4 sierpnia 1944 dowodzący siłami AK na Mokotowie podpułkownik Stanisław Kamiński „Daniel” postanowił podjąć ograniczone działania zaczepne, których celem było rozszerzenie terytorium znajdującego się pod kontrolą powstańców. Wczesnym rankiem dwie kompanie pułku „Baszta” dokonały wypadu z ulicy Odyńca na ulicę Różaną. Następnie kompania B1 przeprowadziła stamtąd uderzenie w kierunku gmachu komendy żandarmerii na powiat warszawski, znajdującego się przy ulicy Dworkowej. W pierwszej fazie natarcia żołnierzom AK udało się zaskoczyć niemiecką placówkę przy ulicy Puławskiej, gdzie zdobyto ciężki karabin maszynowy i 80 granatów. Dalszy atak w kierunku Dworkowej załamał się jednak pod silnym ogniem nieprzyjaciela. Kompania B1 poniosła ciężkie straty w ludziach. Walka trwała mniej więcej do godziny 9:40, po czym powstańcy wycofali się z powrotem na ulicę Odyńca.

## Przebieg masakry
Po odparciu polskiego ataku Niemcy postanowili zemścić się na ludności cywilnej. Jeszcze tego samego dnia żandarmi z Dworkowej (wsparci przez oddział ukraińskich kolaborantów ze szkoły przy ulicy Pogodnej) obstawili wszystkie domy przy ulicy Olesińskiej – niewielkiej uliczce znajdującej się po zachodniej stronie ulicy Puławskiej i usytuowanej naprzeciwko komendy żandarmerii. Niemcy i Ukraińcy szli od bramy do bramy, wyważając zamknięte drzwi granatami. Pochwyconych cywilów wypędzali z mieszkań na ulicę. Całą akcją kierowało dwóch dowódców – żandarm oraz młody oficer w mundurze Waffen-SS, który wydawał większość rozkazów.
W krótkim czasie kilkuset Polaków stłoczono pod murem kamienicy przy ul. Olesińskiej 1. Przez moment wydawało się, że Niemcy zamierzają wszystkich rozstrzelać, gdyż naprzeciwko tłumu ustawiono karabin maszynowy. Po chwili oficer SS rozkazał jednak przeprowadzić pochwyconych cywilów na podwórza domów nr 5 i 7. Następnie kilkuset Polaków zmuszono biciem i krzykiem do zejścia w sutereny i piwnice obu kamienic.
Gdy wszyscy Polacy znaleźli się w piwnicach Niemcy zaczęli spryskiwać najbliżej stojących łatwopalnym płynem, a następnie wrzucać granaty przez okienka i z klatek schodowych. Na sam koniec zdetonowali ładunki wybuchowe, co spowodowało częściowe zawalenie jednej z kamienic. Ogniem broni maszynowej wybito tych, którzy przeżyli pierwszą fazę masakry i próbowali wydostać się z zamienionych w masowe groby piwnic.

Wyszliśmy przez bramę nie wiedząc, że na rogu ul. Dworkowej jest poczta zajęta przez Niemców. Niemcy tam byli z karabinami maszynowymi. Kiedy przebiegaliśmy przez ulicę do swojego domu, to z karabinów maszynowych wszystkich zastrzelili. Zginął, między innymi, mój dziadziuś, który trzymał mnie na rękach, moja siostra, mój sąsiad – relacja Jadwigi Szczęścik-Peruckiej.

Tego dnia na ulicy Olesińskiej Niemcy zamordowali od 100 do 200 polskich cywilów. Ocalałym z masakry, w tym wielu rannym i poparzonym, udało się w większości przedostać na teren opanowany przez powstańców. Mord na ulicy Olesińskiej odbił się szerokim echem i wywarł przygnębiające wrażenie na ludności dzielnicy. Była to największa, obok masakry w więzieniu przy ulicy Rakowieckiej, niemiecka zbrodnia popełniona na Mokotowie w trakcie tłumienia powstania warszawskiego.

## Epilog
8 sierpnia 1944 żołnierze kompanii B1 z pułku AK „Baszta” przypadkowo schwytali na ulicy Szustra SS-Untersturmführera Horsta Steina – volksdeutscha z Luksemburga służącego w 5. Dywizji Pancernej SS „Wiking”. Jedna z polskich kobiet rozpoznała w nim oficera kierującego masakrą na ulicy Olesińskiej. To on był tym młodym SS-manem, który rozkazał spędzić cywilów do piwnic i wymordować za pomocą granatów. Stein stanął przed powstańczym sądem polowym, który skazał go na karę śmierci. Wyrok wykonano.

## Upamiętnienie
Ofiary masakry przy ul. Olesińskiej upamiętnia tablica projektu Karola Tchorka wmurowana w latach 50. ścianę budynku przy ul. Olesińskiej 5.
Masakrze przy ul. Olesińskiej poświęcony jest reportaż telewizyjny pt. Dom przy Olesińskiej 5 z 1985 roku (scen. Halina Miroszowa).